# PRSS3
PRSS3‏ (Serine protease 3) هوَ بروتين يُشَفر بواسطة جين PRSS3 في الإنسان.